# 李宗盛的音樂旅程 不捨
《李宗盛的音樂旅程-不捨》是台灣音樂人李宗盛的第四張專輯，於1994年6月發行。1994年初，作爲當時最炙手可熱的製作人，「歌債如山」的李宗盛宣布暫別歌壇，並於6月推出該張專輯。其中《生命中的精灵》《如果你要離去》《你像個孩子》三首歌最早收錄於1986年的《生命中的精靈》中，在此被重新編曲演繹。唱片還收錄了兩段口白和由李宗盛演唱的六首為他人創作的作品。

## 曲目
除特別註明，全部曲目均由李宗盛作詞作曲。
| 曲序 | 曲目             |      | 备注                              | 时长 |
| ---- | ---------------- | ---- | --------------------------------- | ---- |
| 1.   | 我是真的愛你     |      | 原唱/張信哲                       | 4:43 |
| 2.   | 不舍的牵绊       |      | 口白                              | 1:56 |
| 3.   | 因為寂寞         |      | 原唱/張艾嘉                       | 3:31 |
| 4.   | 生命中的精灵     |      | 重新編曲                          | 4:16 |
| 5.   | 如果你要離去     |      | 重新編曲                          | 4:25 |
| 6.   | 愛的代價         |      | 原唱/張艾嘉                       | 4:31 |
| 7.   | 這樣愛妳對不對   |      | 原唱/陳淑樺                       | 4:57 |
| 8.   | 你像個孩子       |      | 重新編曲                          | 4:57 |
| 9.   | 聽見有人叫你寶貝 |      | 原唱/陳傑洲《我聽見有人叫你寶貝》 | 4:50 |
| 10.  | 由衷的感谢       |      | 口白                              | 1:27 |
| 11.  | 飛               | 三毛 | 原唱/潘越雲                       | 4:34 |